# Сенка сумње
Сенка сумње (енгл. Shadow of a Doubt) је амерички психолошки трилер ноар филм из 1943. године, режисера Алфреда Хичкока, док су у главним улогама Тереза Рајт и Џозеф Котен. Сценарио су написали Торнтон Вајлдер, Сали Бенсон и Алма Ревил, а филм је био номинован за Оскара за најбољу оригиналну причу. Године 1991, Конгресна библиотека је изабрала филм за чување у Националном регистру филмова, као „културно, историјски и естетски значајан”. Алфред Хичкок је такође изјавио да му је овај филм омиљени који је он режирао.

## Радња
Чарлс Оукли живи сам у изнајмљеној кући. Једног дана, његова газдарица му каже да су га тражила два мушкарца; угледавши двојицу мушкараца који чекају на улици испред његове собе, он одлучује да напусти град.
Шарлот „Чарли” Њутон је тинејџерка која се досађује животом у идиличном граду Санта Роса у Калифорнији. Прима дивне вести: Млађи брат њене мајке (по коме је добила име), Чарлс Оукли, стиже у посету. Њен ујак стиже возом и испрва су сви одушевљени његовом посетом, посебно млада Чарли. Ујак Чарли свима доноси поклоне. Својој нећакињи даје смарагдни прстен на коме су угравирани туђи иницијали. Чарлин отац, Џозеф Њутон, ради у банци, а ујак Чарли му говори да жели да отвори рачун и положи 40.000 долара у његовој банци.
Двојица мушкараца појављују се у кући у Њутонових, представљајући се као анкетари који раде национално истраживање. Ујак Чарли је узнемирен и грди сестру због тога што је отворила свој дом странцима. Један од мушкараца фотографише ујака Чарлија, који захтева да му предају филм, јер „нико не сме да га фотографише”. Млађи анкетар, Џек Грејам, позива младу Чарли да изађу, а она претпоставља да је он заиста детектив. Он јој објашњава да је њен стриц један од двојице осумњичених који је можда „Убица веселих удовица”. Чарли у почетку одбија да поверује, али затим примећује како се ујак Чарли понаша необично, пре свега цепајући једну вест из очевих новина која описује убиство. Иницијали угравирани у прстен који јој је дао да се подударају са онима једне од убијених жена, а током породичне вечере он открива своју мржњу према богатим удовицама.
Једне ноћи, када Чарлин отац и његов пријатељ Херби дискутују о томе како извршити савршен злочин, ујак Чарли спушта гард и описује старије удовице као „дебеле животиње које шиште”; затим каже: „Шта се дешава са животињама када постану предебеле и престаре?” Ужаснута, Чарли истрчава. Ујак Чарли је прати и одводи у неуредан бар. Признаје да је један од двојице осумњичених. Он је моли за помоћ; она се невољно слаже да неће ништа рећи, све док он ускоро оде како би избегао стравичну конфронтацију која би уништила њену мајку, која обожава свог млађег брата. Детектив Фред Саундерс, старији колега Џека Грејама, говори младој Чарли да су фотографију ујака Чарлија коју су направили сведоци послали на идентификацију. Појављује се вест да је полиција прогонила алтернативног осумњиченог и да га је убио пропелер авиона; претпоставља се да је он био убица. Џек говори младој Чарли да је воли и да би желео да се ожени са њом и одлази.
Ујак Чарли је задовољан што је ослобођен, али млада Чарли зна све његове тајне. Убрзо пада низ опасне стрме степенице, за које је касније приметила да су пресечене. Ујак Чарли каже да жели да се скраси, а млада Чарли му говори да ће га убити ако остане. Касније те ноћи, ујак Чарли је подстиче да одвезе аутомобил из гараже. Мотор је остао упаљен, а гаража је пуна издувних гасова. Покушава да угаси мотор, али кључ није у контакт брави, а када покуша да изађе, проналази заглављена врата гараже и остаје заробљена. Наилази Херби и чује како Чарли лупа по вратима гараже и изводи је на време.
Ујак Чарли најављује да одлази у Сан Франциско, заједно са богатом удовицом, госпођом Потер. На железничкој станици, млада Чарли се укрцава на воз са млађом сестром Ен и њиховим братом Роџером да види купе ујака Чарлија. Ујак Чарли спутава младу Чарли да изађе док се деца искрцавају, надајући се да ће је убити избацивањем након што воз убрза. Међутим, у борби која је уследила, он пада пред воз који долази. Грађани на његовој сахрани одају почаст ујаку Чарлију. Џек се вратио и млада Чарли признаје да је задржала кључне информације. Одлучују да злочине ујака Чарлија држе у тајности.

## Улоге
| Глумац           | Улога                    |
| ---------------- | ------------------------ |
| Тереза Рајт      | Шарлот „Чарли” Њутон     |
| Џозеф Котен      | Чарлс „ујак Чарли” Оукли |
| Макдоналд Кери   | Џек Грејам               |
| Хенри Траверс    | Џозеф Њутон              |
| Патрисија Колинг | Ема Њутон                |
| Волас Форд       | детектив Фред Саундерс   |
| Хјум Кронин      | Херби Хокинс             |
| Една Меј Вонакот | Ен Њутон                 |
| Чарлс Бејтс      | Роџер Њутон              |

### Хичкоков камео
Алфред Хичкок се појављује у 16. минуту филма, у возу за Санта Росу, играјући бриџ са доктором и госпођом Хари. Чарли путује возом под лажним именом Отис и лежи због мигрене. Госпођа Хари жели да му помогне, али њен супруг није заинтересован и наставља да игра бриџ. Доктор Хари одговара Хичкоку да не изгледа добро док Хичкок држи комплетну пикицу, најбољу руку за бриџ.

## Продукција
Пројекат је започео када је шеф одељења за причу Дејвида Селзника, Маргарет Макдонел, рекла Хичкоку да је њен супруг Гордон имао занимљиву идеју за роман за који је мислила да ће створити добар филм. Његова идеја, названа „Ујка Чарли”, заснована је на истинитој причи Ерла Нелсона, серијског убице с краја 1920-их, познатог као „Човек горила“.
Сенка сумње је снимљена и смештена у Санта Росу у Калифорнији, која је приказана као пример наводно мирног, малог, предратног америчког града. Откако је Торнтон Вајлдер написао оригинални сценарио, радња је смештена у мали амерички град, популарно Вајлдерово окружење, али уз додатни Хичкоков додир. У биографији о Хичкоку, Патрик Мекгилиган је изјавио да је филм можда најамеричкији филм који је Хичкок до тада снимио.
Почетне сцене одвијају се у Централ Варду у Њуарку. Градски хоризонт и знаменитости као што је Пуласки Скајвеј представљени су у уводној сцени. Снимци локације коришћени су у складу са ограничењима Ратног производног одбора за време Другог светског рата, чија је максимална цена износила 5.000 долара за изградњу сетова.
Породична кућа Њутонових налази се на Авенији Макдоналд 904 у Санта Роси, која и даље тамо стоји. Камена железничка станица у филму изграђена је 1904. године за Северозападну пацифичку железницу и једна је од ретких комерцијалних зграда у централној Санта Роси која је преживела земљотрес 18. априла 1906. године. Станица је тренутно центар за посетиоце. Градска библиотека је била Карнегијева библиотека која је срушена 1964. године због сеизмичких проблема. Неке зграде у центру Санта Росе које се виде у филму оштећене су или уништене у земљотресима 1969. године; већи део подручја је очишћен од рушевина и углавном је обновљен.
Филмску музику је компоновао Димитри Тиомкин, што је била његова прва сарадња са Хичкоком. У својој партитури Тиомкин цитира оперету Весела удовица од Франца Лехара, често у помало искривљеним облицима, као лајтмотив за ујака Чарлија и његова серијска убиства. Током уводних сцена чује се тема валцера, заједно са продуженим снимком парова који плешу.

## Пријем
По објављивању, филм је једногласно добио позитивне критике. Бозлију Краутеру, критичару Њујорк Тајмса, свидео се филму изјавивши да је „Хичкок могао подићи више гушчијих приштића на квадратни центиметар корисниковог меса од било ког другог холивудског режисера”. Часопис Тајм назвао је филм „врхунским”, док је Варајети изјавио да „Хичкок спретно урезује своје ликове из малог града и домаћег окружења”. Забавни часопис The Film Daily био је још један рецензент 1943. године који је похвалио сваки аспект продукције. Публикација је предвидела великз зараду за биоскопе која приказују најновије Хичкоково дело, иако су у свом детаљном прегледу Сенке сумње, филм погрешно реферисали као филм Сумња из 1941. године, као „напет”:
Од свих запањујућих играних филмова које је режирао Алфред Хичкок − супермен неизвесности и чаробњак мистерије − овај је најприкладнији за узбуђење америчке публике и за уливање кованица у касу америчких биоскопа .... У овој атракцији нема црвених харинга, као што је био случај у његовом недавном хиту Сумња. Прича се флексибилно креће ка крају који посматрач мање-више јасно очекује, али који изазива периодичну наду да се најгори страхови Терезе Рајт неће остварити. ... Вредности производње под водством Џека Х. Скирбала су прворазредне, као и фотографије Џозефа Валентајна. Нема ни сенке сумње у успех овог филма.
У интервјуу за Телескоп из 1964. године са водитељем Флечером Марклом, Маркл је приметио: „Господине Хичкок, већина критичара је Сенку сумње, коју сте снимили 1943. године, сматрала вашим најбољим филмом”. Хичкок је одмах одговорио: „И ја исто”. Маркл је затим питао: „Да ли још увек тако мислите?” Хичкок је одговорио: „Да, без сумње.” У то време најновије Хичкоково дело било је Марни. Када га је касније интервјуисао Франсоа Трифо, Хичкок је негирао сугестију да је Сенка сумње била његов „фаворит”. Али у аудио интервјуу са Трифоом, Хичкок је потврдио да му је то омиљени филм, а касније је поновио да је Сенка сумње његов омиљени филм у интервјуу са Мајком Дагласом 1969. и у интервјуу са Диком Каветом 1972. године. Ћерка Алфреда Хичкока, Пат Хичкок је такође рекла да је омиљени филм њеног оца био Сенка сумње у документарцу Лорена Бузероа из 2000. године Изван сумње: Прављење Хичкоковог омиљеног филма.
Данас, филм се још увек сматра једним од главних Хичкокових дела. Савремени критичар Дејв Кер назвао га је Хичкоковим „првим неоспорним ремек-делом”. Многи други критичари су се сложили с тим. На основу 47 рецензија на веб страници Rotten Tomatoes, филм је добио рејтинг одобравања од 100% са просечном оценом 9,18/10. Консензус странице гласи: „Најранији класик Алфреда Хичкока − и његов лични фаворит − подстиче узбуђење које пузи по месу једнако спретно као и фино осенчени ликови”. На Метакритику, филм има оцену 94 од 100, на основу прегледа 15 критичара, што указује на „универзално признање”. На питање критичара о свеобухватној теми филма, Хичкок је одговорио: „Љубав и добар поредак нису одбрана од зла”. У својој књизи Бамби против Годзиле, Дејвид Мамет га назива Хичкоковим најбољим филмом.

## Адаптације и римејкови

### Радио
Филм је адаптиран за Лукс радио позориште, Сесила Б. Демила, емитовано 3. јануара 1944. године са оригиналном главном глумицом Терезом Рајт и Вилијамом Пауелом као ујаком Чарлијем (Патрик Мекгилиган је изјавио да је Хичкок првобитно желео да Пауел глуми ујака Чарлија, али МГМ је одбио да позајмљује глумца за филм). Године 1950, Сенка сумње представљена је као радио-драма у радио-серији Screen Directors Playhouse. У њему су глумили Кери Грант као ујак Чарли и Бетси Дрејк као млада Чарли. Такође је прилагођен Форд театру (18. фебруара 1949). Радио серија The Screen Guild Theater је филм два пута адаптирала са Џозефом Котеном, први пут са Ванесом Браун као младом Чарли, а други пут са Дијаном Дербин у овој улози. Продукције Сенке сумње од стране радио серије Academy Award Theater, приказана је 11. септембра 1946. године.

### Филм
Направљена су два римејка Сенке сумње: 1958. као Step Down to Terror и опет (под оригиналним именом) као ТВ филм из 1991. године, у коме је Марк Хармон глумио ујака Чарлија.
Сенка сумње је послужила као инспирација за филм Стокер (2013), режисера Парк Чан-вука.